# Corvus violaceus
Il corvo violaceo o corvo di Seram (Corvus violaceus Bonaparte, 1850) è un uccello passeriforme della famiglia dei corvidi.

## Etimologia
Il nome scientifico della specie, violaceus, deriva dal latino ed è un chiaro riferimento alla livrea di questi uccelli: il loro nome comune altro non è che la traduzione di quello scientifico.

## Descrizione

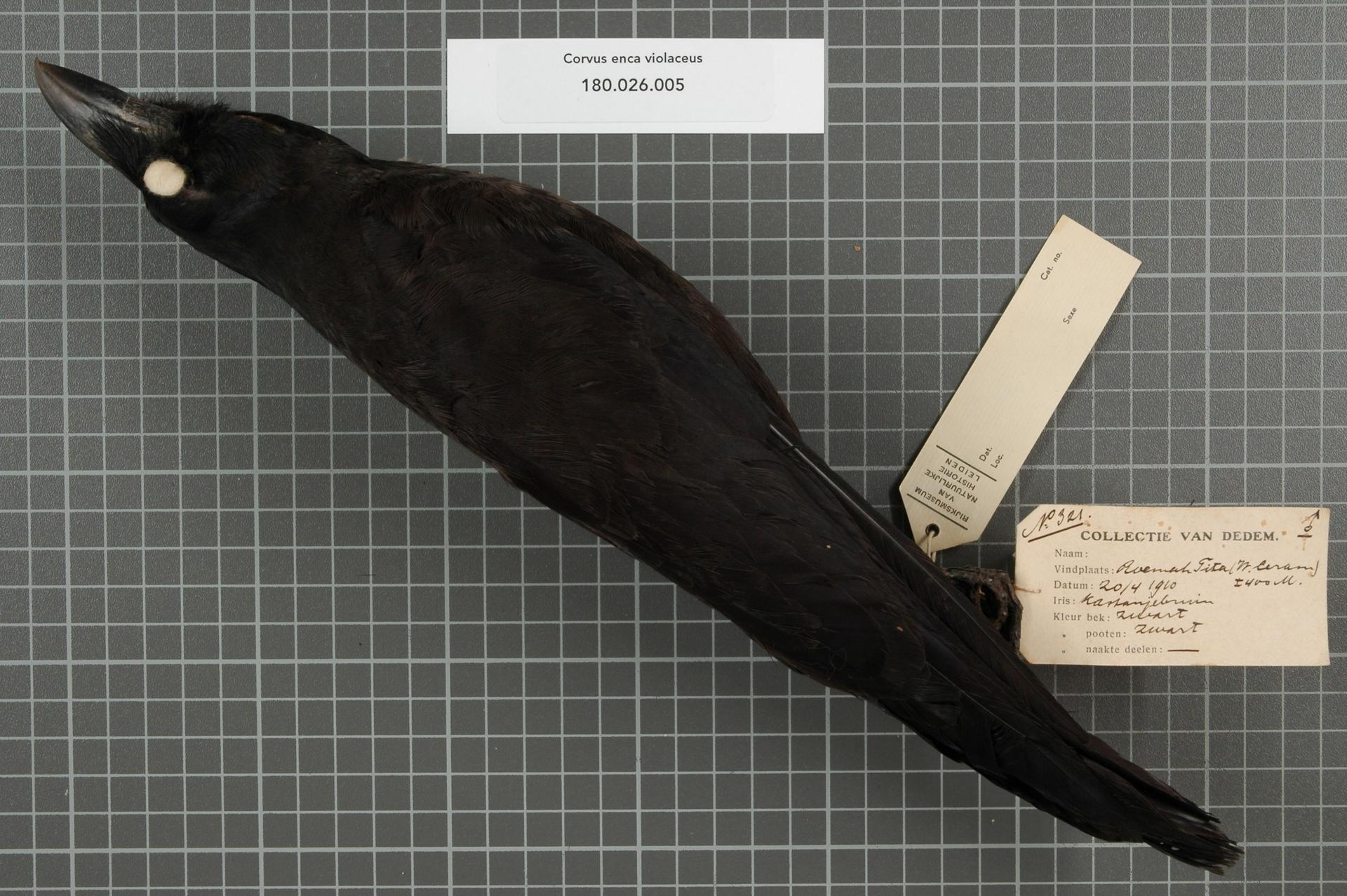
Veduta laterale di esemplare impagliato.

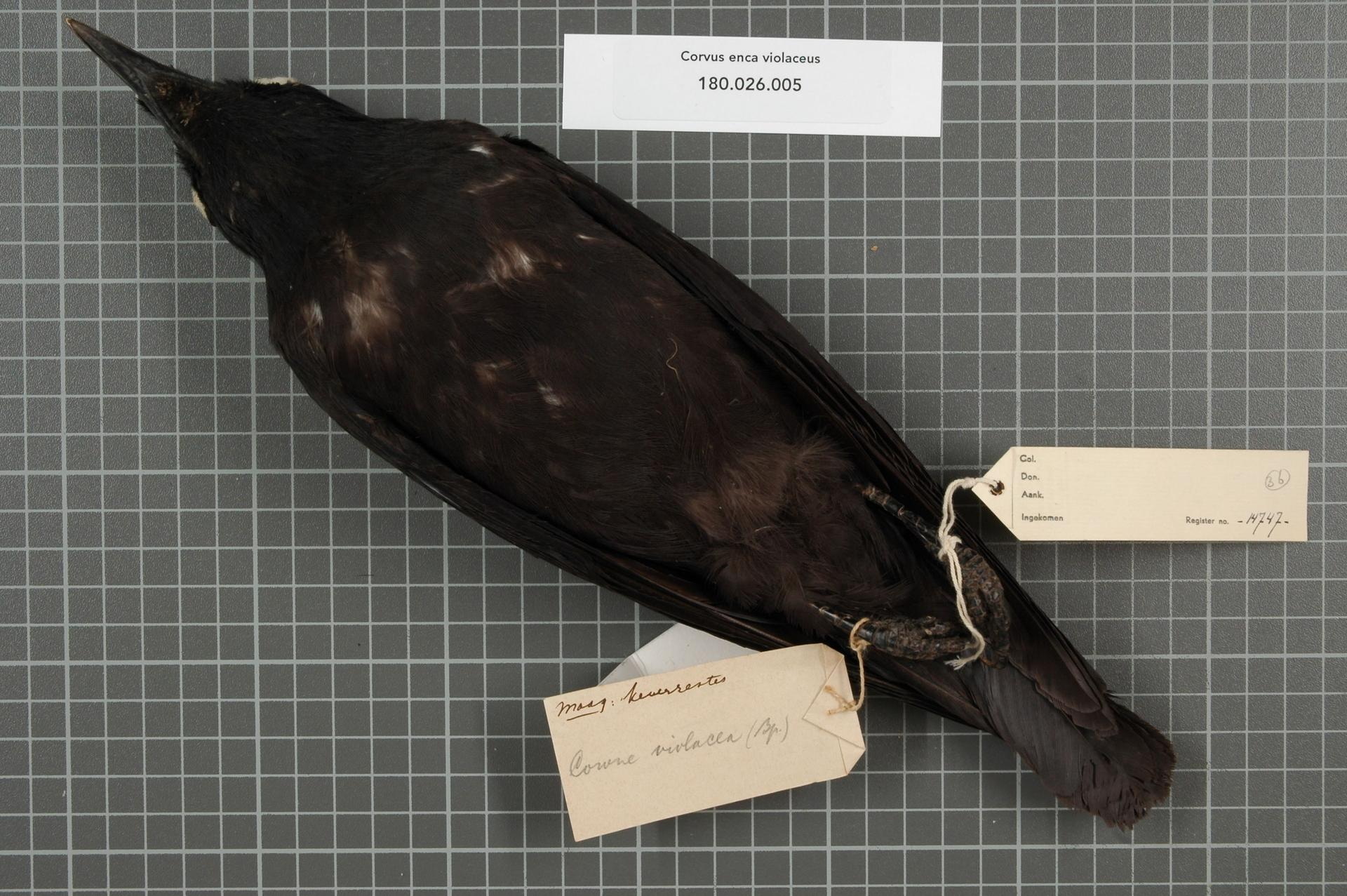
Veduta ventrale di esemplare impagliato.

### Dimensioni
Misura 40-43 cm di lunghezza.

### Aspetto
Si tratta di uccelli dall'aspetto robusto e massiccio, muniti di piccola testa arrotondata con forte collo e becco allungato e appuntito, lievemente ricurvo verso il basso: le ali sono digitate, le zampe forti e la coda  piuttosto corta e dall'estremità squadrata. Nel complesso, il corvo violaceo ricorda molto l'affine corvo beccofine, dal quale differisce per il becco più corto e spesso, ali e coda più lunghe e colorazione dalle tonalità lievemente differenti.
Il piumaggio si presenta di colore nero su tutto il corpo, più scuro su testa, ali e coda e più opaco e con vaghe sfumature bluastre (alle quali la specie deve sia il nome comune che il nome scientifico) su spalle, petto e ventre.
Il becco e le zampe sono di colore nero, mentre gli occhi sono di colore bruno scuro.

## Biologia
Si tratta di uccelli dalle abitudini diurne e gregarie, che vivono in piccoli stormi di una ventina d'individui: il corvo violaceo passa la maggior parte della giornata alla ricerca di cibo, spostandosi indifferentemente fra alberi e cespugli o al suolo per ottenerlo e facendo ritorno verso il tramonto a posatoi al riparo fra gli alberi dove passare la notte al sicuro dai predatori, non prima di aver dedicato del tempo a socializzare con gli altri appartenenti al gruppo.
Il richiamo di questi uccelli è costituito da un gracchio metallico ripetuto una o due volte.

### Alimentazione
La dieta di questi uccelli è poco conosciuta, ma molto probabilmente essa è onnivora e piuttosto opportunistica, comprendendo una varietà di cibi animali e vegetali a seconda della disponibilità del momento.

### Riproduzione
Sono finora disponibili pochissimi dati sulla riproduzione del corvo violaceo, soprattutto in virtù del fatto che fino a tempi recenti esso veniva considerato una sottospecie e quindi poco studiato come singola popolazione: le uova sono piccole e bianche con rada punteggiatura ocra, ed il nido è a coppa e viene costruito con rameti intrecciati fra i rami degli aleri. Molto probabilmente le abitudini riproduttive di questi uccelli non differiscono significativamente, per modalità e tempistica, da quelle osservabili nelle altre specie di corvo.

## Distribuzione e habitat
Il corvo violaceo è endemico dell'Indonesia, della quale popola le isole di Ceram e Ambon nelle Molucche meridionali: probabilmente, la specie è presente anche sulla vicina Buru.
L'habitat di questi uccelli è rappresentato dalla foresta pluviale tropicale, sia primaria che secondaria: durante il giorno, questi uccelli si spingono nelle aree aperte, nelle piantagioni e nei frutteti alla ricerca di cibo.